# Piero Marras
Pietro Salis, noto anche con lo pseudonimo di Piero Marras (Nuoro, 16 settembre 1949), è un cantautore e polistrumentista italiano.

## Carriera
Inizia a Nuoro la sua carriera musicale, suonando in band locali come i Jollymen e I Granchi. Nel 1967 trasferitosi a Cagliari entra a far parte dei Nobili, subito dopo fonda gli Yamaha e successivamente nel 1971, sarà tastierista cantante con il Gruppo 2001, che si colloca nella scena del rock progressivo italiano, e con il quale pubblica 3 45 giri e un LP fino alla sua uscita dal gruppo, che avviene nel 1974.
Da allora opera da solista.
Ad un primo periodo di canzoni in lingua italiana con tre LP pubblicati per la EMI, ha fatto seguito un periodo di canzoni in lingua sarda con i dischi Abbardente, Funtanafrisca e Tumbu. I loro contenuti fanno riferimento a personaggi e atmosfere della cultura sarda. Le musiche, talvolta di ispirazione cantautorale, tra l'altro ispirate ai suoni tipici del folk sardo, sono a volte dolci e sommesse, altre velocemente ritmate.
Come autore, ha scritto per Andrea Bocelli la canzone "A volte il cuore", presente nell'album Sogno.
Agli esordi ha composto  L'ansia dei tuoi anni, incisa nel 1974 dal complesso "I Collegium", in seguito alcune delle canzoni contenute nell'omonimo album di debutto dei Tazenda, del 1988 quali "Carrasecare",  "A passu lentu",  "A deus piachende",  "S'urtima luche". Nello stesso anno una sua canzone Mama (canzone di denuncia contro le faide criminali) è la prima canzone in lingua sarda ad essere presentata al Festival di Sanremo nella categoria delle Nuove Proposte. Eseguita dagli Ice, altro gruppo corregionale, non raggiunge la finale.
Nel 1992, con il patrocinio della Regione autonoma della Sardegna e organizzato dalla associazione Humus, Marras compie il Tour Andalas, ovvero Concerti intorno ai Suoni e alle Voci della Sardegna, accompagnato dai musicisti: Massimiliano Ruiu tastiere, Roberto Deidda chitarra, Paolo Cocco basso, e Balentes cori, e per i concerti in Sardegna anche Giampaolo Conchedda alla batteria, con la presenza costante dei Tenores di Bitti Remunnu 'e Locu, Luigi Lai,  gli spettacoli si avvalevano della presentazione di Maria Loi.
Nel 2000 venne invitato a partecipare al Concerto di Natale in Vaticano davanti a Giovanni Paolo II. Cantò con Dionne Warwick Sa oghe 'e Maria.
Nel 2003 venne premiato dalla Fondazione Ignazio Silone "per l'alto valore culturale dei suoi testi".

## Discografia

### Con il Gruppo 2001

#### 45 giri
- 1971 - Avevo in mente Elisa/Quella strana espressione - King (NSP 56127).
- 1972 - Messaggio/Una bambina.una donna - King (NSP 56134).
- 1973 - Angelo mio/L'anima - King (NSP 56140).

#### LP
- 1972 - L'alba di domani - King.

### Col nome di Piersalis

#### 45 giri
- 1974 - Vedrai che poi.../Con un abbraccio, con un sorriso - King (NSP 56144).
- 1975 - Amore no/Ave Maria - (La strega-cm-0005).

#### LP
- 1973 - Plancton.

### Col nome di Piero Marras

#### 45 giri
- 1979 - Una serata in rima/Fuori campo - (EMI Italiana, 3C-006-18397).
- 1983 - Quando Gigi Riva tornerà/Uomo bianco (EMI Italiana, 06 1186347).

#### LP
- 1978 - Fuori campo.
- 1980 - Stazzi Uniti.
- 1982 - Marras.
- 1985 - Abbardente.
- 1986 - In concerto (Live).
- 1987 - Funtanafrisca.
- 1995 - Tumbu.
- 1995 - abbardente & funtanafrisca (tkr CDK0105).
- 1997 - Fuori campo.
- 1997 - Marras Stazzi Uniti (tkr CDK 0115).
- 1998 - Murvas sirbones perdighes istrias (libro+cassetta).
- 2001 - In su cuile 'e s'anima (con Dionne Warwick) - Pull.
- 2003 - B'est (raccolta).
- 2004 - L'ultimo capo indiano.
- 2005 - Pieromarras Live 1 (Live).
- 2005 - Pieromarras Live 2 (Live).
- 2009 - In classic (Live).
- 2013 - Ali di stracci.
- 2015 - Funtanafrisca ( La biblioteca dell'identità - L'UNIONE SARDA 9771128685615 GF Produzioni AF).
- 2015 - Tumbu ( La biblioteca dell'identità - L'UNIONE SARDA 9771128685615 GF Produzioni AF).
- 2018 - Storie Liberate.
- 2018 - Istorias.
- 2022 - La mia anima bilingue (Copy) (raccolta).
- 2025 - Poetas